# عدد طبيعي

يمكن للأعداد الطبيعية أن تستعمل في العد (تفاحة، تفاحتان ثلاث تفاحات، وهكذا) من الأعلى إلى الأسفل.

العدد الطبيعي في الرياضيات، هو كل عدد صحيح موجب، مثل 1، 2، 3... 12، 563. ويضيف بعض العلماء الصفر إلى هذه المجموعة من الأعداد. يرمز لمجموعة الأعداد الطبيعية بالحرف اللاتيني N.
و هي مجموعة أعداد غير منتهية. يمثل الواحد 1 أصغر الأعداد الطبيعية التي لا تتضمن الصفر ℕ*، بينما يمثل الصفر 0 أصغر الأعداد في مجموعة الأعداد الطبيعية التي تتضمن الصفر ℕ0، ويتم إنشاؤها بواسطة علاقة الترجع:
كل عدد طبيعي له موال وهو أيضا عدد صحيح طبيعي، 1 عدد صحيح طبيعي.
أي: «1 عدد طبيعي، وإذا كان {\displaystyle x} عدداً طبيعياً، فإن {\displaystyle x+1} عدد طبيعي أيضاً».
وكل مجموعة مرتبة تخضع لأكسيومات بيانو تسمى مجموعة أعداد طبيعية. ويُرمز إلى هذه المجموعة ب N أو يرمز إليها ب *N إذا حذف منها الصفر. بعض الرياضيين لا يعتبرون الصفر عددا صحيحا طبيعيا.
- ومن خصائصها الجبرية: الانغلاق بعمليتي الجمع والضرب
- التجميعة، الضرب عملية تجميعية: c × (b × a) = (c × b) × a.
- التبادلية، الجمع عملية تبديلية في مجموعة الأعداد الطبيعية: تغيير مكان الطرفين في العملية لا يغير النتيجة:a + b = b + a. الضرب عملية تبديلية في مجموعة الأعداد الطبيعية: تغيير مكان الطرفين في العملية لا يغير النتيجة: a × b = b × a.
- وجود العناصر المحايدة، صفر هو العنصر الحيادي لعملية الجمع في مجموعة الأعداد الطبيعية: النتيجة (أو الحاصل) بعد جمع عدد وصفر هو نفس العدد. a + 0 = a. الواحد (1) هو العنصر المحايد لعملية الضرب في مجموعة الأعداد الطبيعية: النتيجة (أو الحاصل) بعد ضرب عدد وواحد هو نفس العدد. a × 1 = a.
- توزيعية عملية الضرب على عملية الجمع في مجموعة الأعداد الطبيعية:a × (b + c) = a × b + a × c
- لا وجود لقواسم الصفر، إذا كان a و b عددين طبيعيين حيث 0 = a × b فإن a = 0 أو b = 0..

¤ الأعداد الطبيعية تكتب من دون فاصلة /./ ومن دون كسر 1/3
ملاحظة: لم يعتبر العديد من علماء الرياضيات الإغريق الواحد عددا. فبالنسبة إليهم، اثنان هو أصغر عدد.

## تاريخ

### الجذور القديمة

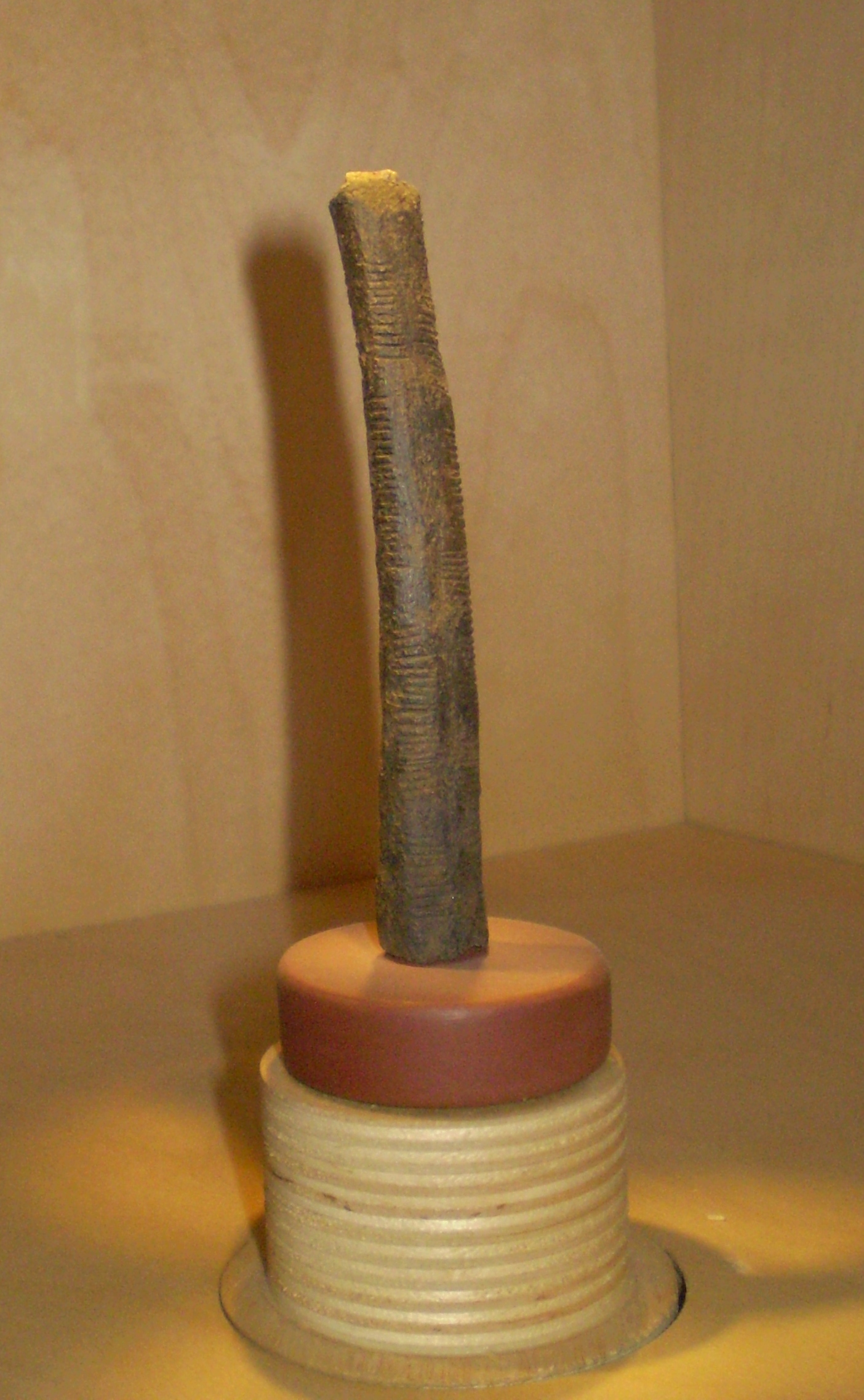
يُعتقد أن عظمة إشانغو (معروضة في المعهد الملكي البلجيكي للعلوم الطبيعية) كانت مستخدمة في الحسابات منذ 20000 سنة.

في البدايات مُثِلَت الأرقام الطبيعية عن طريق وضع علامة للشيء المعدود. منها تطور لمقارنة الأشياء المعدودة بأخرى لمعرفة الزيادة والنقصان أو المساواة - عن طريق حذف شيء وشطب علامته أو إضافة آخر مع علامة له وهكذا.
شكل نظام العد خطوة هامة في تطور تمثيل الأرقام، لأنه مَكَّنَ الإنسان من تسجيل أعداد كبيرة.
فالمصريون القدماء كان لديهم نظام عد استخدم رموزا هيروغليفية مختلفة لتمثيل 1 و10 وجميع القوى من 10 لأكثر من 1مليون. فهناك نقش حجري في الكرنك يعود تاريخه إلى حوالي 1500قبل الميلاد (الآن في متحف اللوفر)، مثل فيه الرقم 276 كـ 2 من فئة المئات، و7 من فئة العشرات و 6 من فئة الآحاد. وبنفس الطريقة للرقم 4622.
والبابليون كان لديهم نظام عد قيمة الموضع اعتمد على الأرقام من 1 إلى 10، مستخدما قاعدة ستينية، وفيه رمز العدد 60 هو نفس رمز العدد 1 ويميز بينهم السياق.
لاحقا تطور نظام العد ليشمل تخصيص رمز للصفر باعتباره رقم. استخدام رقم للصفر في نظام القيمة الموضعية يعود للبابليين حوالي 700 ق. م.، حيث حذفوا هذا الرقم لو كان آخر رقم في العدد.
استخدمت حضارات الأولمك والمايا الصفر كرقم حوالي بدايات القرن 1 ق م، لكنه لم ينتشر خارج أمريكا الوسطى.
في العصر الحديث بدأ استخدام الصفر مع عالم الرياضيات الهندي براهماجوبتا حوالي 628 م. ولكن مع ذلك، استخدم ديونيسيوس الصغير في 525 م الصفر كرقم لحساب عيد الفصح، دون أن يُشار له كرقم (حيث لا تتضمن الأرقام الرومانية القياسية رمز الصفر). واستخدمت مكانه كلمة nulla (أو صيغة المضاف nullae) من nullus ، وتعني باللاتينية «لا شيء»، للإشارة لقيمة الصفر.

أول دراسة منهجية للأرقام كمفهوم مجرد تُنسب عادة للفلاسفة اليونانيين فيثاغورس وأرخميدس. اعتبر بعض علماء الرياضيات اليونانيون أن الرقم 1 يختلف عن الأعداد الأكبر منه، وأحيانًا لا يعتبر كعدد. ، مثلًا عرّف إقليدس أولًا الوحدة 
| عدد طبيعي | الوحدة شيء به يمتنع الموجود عن الانقسام إلى اشيآء تشاركه في تمام ذاتياته | عدد طبيعي |

، وبالتالي وفقًا لتعريفه، فإن الوحدة (الرقم 1) ليست عددًا، ويعرف العدد على أنه الكمية المؤلفة من الوحدات.
كما دُرِسَتْ الأرقام تقريبًا في نفس الوقت في الهند والصين وأمريكا الوسطى.

### التعريفات الحديثة
في القرن التاسع عشر في أوروبا، كان هناك نقاش رياضي وفلسفي حول ماهية الأعداد الطبيعية. على سبيل المثال هنري بوانكاريه ممثلا للفلسفة الطبيعانية نَقَدَ تعريف الرياضيون (كـ فريجه، وديدكايند، وراسل) الأرقام منطقيًا لأنه سيؤدي لتناقضات والوقوع في فخ التعريفات الدائرية، بدلا من ذلك اعتبر أن الأرقام هي نتاج طبيعي للنفس البشرية وطبيعة الأشياء من حولنا، وهي تتوافق مع رؤية كرونيكر، الذي قال «خَلَقَ الله الأعداد الصحيحة، غير ذلك من صنيع البشر».
بسبب انتقادات الطبيعانيين، رأي البنائيون (constructivists) الحاجة لتطوير أساس الرياضيات المنطقي ليصبح أكثر دقة.
في ستينيات القرن التاسع عشر، اقترح جراسمان لأول مرة وباستخدام الاستقراء الرياضي تعريفًا ذاتيًا للأعداد الطبيعية، بدءًا بالصفر ثم مضيفا له واحد (قيمة سماها e) للحصول على الرقم التالي، هو ما يعني بالتبعية أنها نتاج لاستخدام دالة الاستقراء f(n+1) المعرفة بدورها من الدالة الأولى f(0) وليست نتاج طبيعي بشكل تام.
بدأ فريجه تعريف الأرقام مستخدما نظرية المجموعات. في البداية عرَّفَ الرقم الطبيعي على أنه فئة جميع المجموعات التي تكون في تقابل واحد لواحد مع مجموعة معينة. ولكن أدى هذا التعريف لمفارقات، كمفارقة راسل. لتجنب ذلك، عُدِّلَ التعريف لينص على أن الرقم الطبيعي هو مجموعة بعينها، وأن أي مجموعة في تقابل واحد لواحد معها تحوي هذا العدد من العناصر.
من بعد فريجه، قدم بيرس تعريفًا، وحَسَّنَهُ ديديكيند، وطوره بيانو بصورة أكبر فيما يعرف الآن بمسلمات بيانو. وهو يعتمد على مسلمات خصائص الأعداد الترتيبية: حيث كل رقم طبيعي له خَلَفْ وكل رقم طبيعي غير صفري له سَلَفْ متفرد. مسلمات بيانو مُكافِئَة للعديد من نظم نظرية المجموعات الضعيفة. أحد هذه الأنظمة هو ZFC مع استبدال بديهية اللانهاية (Axiom of infinity) بما ينفيها. نظرية جودشتاين (Goodstein's theorem) من النظريات التي يمكن إثباتها في ZFC ولا اثبات لها بمسلمات بيانو.
في هذه التعريفات، يسهل إدراج 0 (ويقابله المجموعة الخالية) كرقم طبيعي. إدراج 0 هو الآن تقليد متعارف عليه بين علماء نظرية المجموعات والمنطقيين. وكذا يدرج علماء الرياضيات الآخرون الصفر ولغات الحاسوب أيضًا تستخدم نظم عد تبدأ بالصفر عند تعداد العناصر كـ عدادات الحلقات وعناصر السلسلة أو المصفوفات. لكن على الجانب المقابل، تمسك كثيرون من علماء الرياضيات بالتقاليد القديمة معتبرين 1 أول رقم طبيعي.

### الترميز
يستخدم علماء الرياضيات الرمز N أو {\displaystyle \mathbb {N} } للإشارة إلى مجموعة الأعداد الطبيعية. التي أسستها نظرية المجموعات. أحيانا استخدم الرمز J في الكتابات القديمة للإشارة لهذه المجموعة.
ونظرًا لأن العنصرين 0 و 1 لهما خصائص مميزة (كعناصر محايدة للجمع والضرب، على التوالي)، فمن المهم معرفة نوع الأرقام الطبيعية المستخدم. يمكن ذلك عن طريق الشرح داخل النص (بكتابة عناصر المجموعة)، أو بوضع علامة علوية أو منخفضة، كالمثال التالي:
- الأعداد الطبيعية بدون الصفر: {\displaystyle \{1,2,...\}=\mathbb {N} ^{*}=\mathbb {N} ^{+}=\mathbb {N} _{0}\smallsetminus \{0\}=\mathbb {N} _{1}}
- الأعداد الطبيعية مع الصفر: {\displaystyle \;\{0,1,2,...\}=\mathbb {N} _{0}=\mathbb {N} ^{0}=\mathbb {N} ^{*}\cup \{0\}}

بشكل آخر ونظرًا لأن الأعداد الطبيعية تشكل طبيعيًا مجموعة جزئية من الأعداد الصحيحة (غالبًا ما يرمز لها بـ {\displaystyle \mathbb {Z} }), لذا يمكن الإشارة إليها على أنها الأعداد الصحيحة الموجبة أو غير السالبة. لتوضيح إذا كان الرقم 0 مدرجًا أم لا، يتم أحيانًا إضافة حرف سفلي (أو علوي) "0" في الحالة الأولى (الأعداد الموجبة)، ويتم إضافة حرف علوي "*" في الحالة الأخيرة (غير السالبة):
{\displaystyle \{1,2,3,\dots \}=\{x\in \mathbb {Z} :x>0\}=\mathbb {Z} ^{+}=\mathbb {Z} _{>0}}
{\displaystyle \{0,1,2,\dots \}=\{x\in \mathbb {Z} :x\geq 0\}=\mathbb {Z} _{0}^{+}=\mathbb {Z} _{\geq 0}}

## الأعداد الزوجية والأعداد الفردية
العدد الصحيح إن كان له نصف صحيح أي غير منكسر فزوج، كالعشرة، وإلا ففرد، كالثلاثة.
نقول أن عددان لهما نفس الزوجية سواء إذا كانا زوجيين معا أو فرديين معا.
- ينتج عن عملية الجمع أو الطرح بين عددين لهما نفس الزوجية، عدد زوجي.
  - عدد زوجي + عدد زوجي = عدد زوجي، مثال: {\displaystyle 10=4+6\,}.
  - عدد فردي + عدد فردي = عدد زوجي، مثال: {\displaystyle 8=3+5\,}.
- ينتج عن عملية الجمع أو الطرح بين عددين ليس لهما نفس الزوجية، عدد فردي.
  - عدد فردي + عدد زوجي = عدد فردي، مثال: {\displaystyle 9=4+5\,}.
- ينتج عن عملية الضرب بين عددين زوجيين، عدد زوجي. مثال: {\displaystyle 8=4\times 2\,}.
- ينتج عن عملية الضرب بين عددين فرديين، عدد فردي. مثال: {\displaystyle 21=7\times 3\,}.
- ينتج عن عملية الضرب بين عدد زوجي وعدد فردي، عدد زوجي. مثال: {\displaystyle 10=5\times 2\,}.

عملية القسمة تتعلق بالبسط والمقام:
- إذا كان البسط زوجياً والمقام فردياً سنحصل على عدد زوجي أو عدد كسري.
  - أمثلة: {\displaystyle {\frac {8}{3}},4={\frac {12}{3}}\,}.
- إذا كان البسط فردياً والمقام زوجياً سنحصل على عدد كسري دائماً.
  - أمثلة: {\displaystyle {\frac {3}{4}},{\frac {7}{2}}\,}.
- إذا كان البسط والمقام زوجيين سنحصل على عدد زوجي أو عدد فردي أو عدد كسري.
  - أمثلة: {\displaystyle {\frac {4}{14}},3={\frac {6}{2}},4={\frac {8}{2}}\,}.
- إذا كان البسط والمقام فرديين سنحصل على عدد فردي أو عدد كسري.
  - أمثلة: {\displaystyle {\frac {11}{5}},3={\frac {9}{3}}\,}.

## اختبار أولية عدد ما وتعميل الأعداد الطبيعية
هناك أكثر من خمسة عشر اختبارا لمعرفة هل عدد معين ما أولي أم لا.

### عن طريق القسمة المتكررة
الطريقة الأكثر بساطة، والأكثر سهولة من حيث الفهم، من أجل تحديد أولية عدد ما تدعى القسمة المتكررة.

### الغرابيل

خوارزمية بسيطة لعالم رياضيات اليونانية إراتوستينس لإيجاد جميع الأعداد الأولية حتى العدد 120. (انقر لرؤية الرسوم المتحركة).

كل خوارزمية تمكن من إيجاد جميع الأعداد الأولية الأصغر من عدد ما تسمى غربالا. أقدم مثال على ذلك غربال إراتوستينس لكنه لا يستعمل إلا في حالة الأعداد الصغيرة. غربال أتكين أحدث منه ولكنه أكثر منه تعقيدا ولهذا فهو أكثر منه سرعة.

### اختبار أولية عدد ما مقابل البرهان على ذلك
مبرهنة فيرما الصغرى تبين أنه إذا كان p عددا أوليا وa عددا أوليا مع p، إذن:{\displaystyle a^{p-1}\equiv 1\ \ (p)}
عكس المبرهنة خاطئ، مثلا 561=3×11×17 ليس عددا أوليا ومع ذلك بالنسبة لعدد a أولي مع 561، لدينا {\displaystyle a^{560}\equiv 1\ \ (561)}
لكن يمكن مع ذلك كتابة:
إذا كان p غير أولي فإن {\displaystyle a^{p-1}} متوافق مع 1 بترديد p لقيمة ما a
الشيء الذي يمثل عكس احتمالي للمبرهنة.
برمجة التشفير PGP، تستعمل هذه الخاصية لمعرفة إذا كانت الأعداد العشوائية التي يختارها أعداد أولية.
إذا كان: {\displaystyle 1\equiv 2^{x-1}\equiv 3^{x-1}\equiv 5^{x-1}\equiv 7^{x-1}\ \ (x)}، فهذا يعني أن x عدد أولي احتمالي.
إذا أعطت إحدى المعادلات قيمة مخالفة ل1، في هذه الحالة x عدد غير أولي قطعيا.

### عن طريق القسمة المتكررة
الطريقة الأكثر بساطة، والأكثر سهولة من حيث الفهم، من أجل تحديد أولية عدد ما تدعى القسمة المتكررة.

## الرموز المستعملة
{\displaystyle \mathbb {N} ^{0}=\mathbb {N} _{0}=\{0,1,2,\ldots \}}
{\displaystyle \mathbb {N} ^{*}=\mathbb {N} ^{+}=\mathbb {N} _{1}=\mathbb {N} _{>0}=\{1,2,\ldots \}.}

## خصائص جبرية
لعملتي الجمع (+) والضرب (×) على الأعداد الطبيعية مجموعة من الخصائص الجبرية:
- الانغلاق بعمليتي الجمع والضرب: مهما كان a و b عددين طبيعيين، فإن كلا من a + b و a × b هما عددان طبيعيان.
- التجميعة، الجمع والضرب عمليتان تجميعيتان: مها كانت a و b و c أعدادا طبيعية، فإن a + (b + c) = (a + b) + c وa × (b × c) = (a × b) × c.
- التبادلية، الجمع والضرب عمليتان تجميعيتان في مجموعة الأعداد الطبيعية: تغيير مكان الطرفين في العملية لا يغير النتيجة:a + b = b + a وa × b = b × a.
- وجود العناصر المحايدة، صفر هو العنصر الحيادي لعملية الجمع في مجموعة الأعداد الطبيعية: النتيجة (أو الحاصل) بعد جمع عدد وصفر هو نفس العدد. a + 0 = a. الواحد (1) هو العنصر المحايد لعملية الضرب في مجموعة الأعداد الطبيعية: النتيجة (أو الحاصل) بعد ضرب عدد وواحد هو نفس العدد. a × 1 = a.
- توزيعية عملية الضرب على عملية الجمع في مجموعة الأعداد الطبيعية:a × (b + c) = a × b + a × c
- لا وجود لقواسم الصفر، إذا كان a و b عددين طبيعيين حيث 0 = a × b فإن a = 0 أو b = 0.

## خصائص الأعداد الأولية
- أي عدد أولي أكبر من 3 يكتب على شكل 6k+1 أو 6k-1 حيث k عدد طبيعي.
- كل عدد صحيح n > 1 له قاسم أولي.
- إذا كان n عدداً مؤلفاً (غير أولي) فإن له قاسم أولي p أصغر أو يساوي الجذر التربيعي ل n.
- إذا كان الفرق بين عددين أوليين مساويا ل 2، فهذان العددان يسميان توأما أوليا. 5 و 7 من جهة و 11 و 13 من جهة ثانية، هما توأمان أوليان.
- ليكن a و b عددين صحيحين طبيعيين حيث b غير منعدم

نقول إن العدد a مضاعف للعدد b إذا وفقط إذا وجد عدد صحيح طبيعي k حيث a=bk
- لكل عدد صحيح طبيعي غير منعدم ما لنهاية من المضاعفات
- للعدد 0 مضاعف وحيد هو 0*المضاعف المشترك الأصغر*

ليكن a و b عددين صحيحين طبيعيين غير منعدمين
المضاعف المشترك الأصغر للعددين a و b هو أصغر مضاعف مشترك غير منعدم للعددين a و b نرمز له بالرمز ppcm

### أمثلة
ppcm (4;9) = 36
ppcm (6;10)=30

### تعريف
ليكن a و b عددين صحيحين طبيعيين غير منعدمين
القاسم المشترك الأكبر للعددين a و b هو اآكبر قاسم مشترك لهما
نرمز له بالرمز pgcd
مثال:
pgcd(126;90)=18
pgcd(4;9)=1

### إضافات
- طريقة لتحديد المضاعف المشترك الأصغر للعددين a و b حيث a>b

أحدد مضاعفات a ثم أتآكد بالتتابع ابتداء من أصغر مضاعف غير منعدم للعدد a هل هو مضاعف للعدد b، فإذا آان الجواب لا، أتابع البحث إن آان نعم، أتوقف والعدد الذي حصلت فيه على هذا الجواب هو المضاعف المشترك الأصغر للعددين a و b.
- - طريقة لتحديد القاسم المشترك الآكبر للعددين a و b حيث a>b

أحدد قواسم العدد b ثم أتآكد بالتتابع تناقصيا ابتداء من أكبر قاسم للعدد b هل هو قاسم للعدد a فإذا آن الجواب لا، أتابع البحث ان كان نعم، أتوقف والعدد الذي حصلت فيه على هذا الجواب هو القاسم المشترك الأكبر للعددين a و b.
- -     - طريقة لتحديد ما إذا كان العدد a أوليا أم لا

نحدد أولا جميع الأعداد الأولية p حيث p×p<a
-إذا كان a يقبل القسمة على أحد هذه الأعداد فان a غير أولي
-إذا كان a لا يقبل القسمة على أي عدد من هذه الأعداد فان a أولي

## الأعداد الطبيعية: تجريد للأشياء الحقيقية
تملك الأشياء والحيوانات خاصية مشتركة: في سلة ما، كلّ التفاحات منفصلة وتتشابه بعض الشيء. في قطيع غنم، تتشابه الحيوانات وهي منفصلة.
لذا ظهرت أشياء لا توجد في الحقيقة، يمكن تغيير أمكانها في ما بينها. هي أشياء لا علاقة لها بالحقيقة، لا توجد إلاّ في الخيال. لذا سنكتب «واحد 1» «اثنان 2» «ثلاثة 3»... ثلاثة ماذا؟ ثلاثة من هذه الأشياء التي اخترعناها ولا وجود لها، ثلاثة «وحدات».
و لو افترضنا أنّ أ هو عدد التفاحات وج هو عدد الأغنام، هذان العنصران يمكن التعامل معهما رياضيًّا مهما كانت الأشياء التي تمثلها.
لقد وجدنا إذا خاصية مهمّة وهي خاصية المجموعات العدودة) ولقد اخترعنا عدادا خياليا لا يملك إلا هذه الخاصية. وهذا الشيء هو الوحدة.
يُدعى هذا التمرين الفكري التجريد. نُجرّد الشيء من صفته ليصبح كميّة فقط.

## مسائل خاصة بالأعداد الفردية والزوجية
حدسية غولدباخحدسية غولدباخ تنص على أن كل عدد صحيح طبيعي زوجي أكبر من 2 يمكن كتابته على شكل مجموع عددين أوليين. (ملاحظة: هذه الحدسية لم تُثبت بعد).
الأعداد المثاليةالعدد المثالي هو عدد طبيعي يساوي مجموع قواسمه بما فيها 1، اكتشف ما يزيد على 40 عدد زوجي مثالي (أصغر عدد زوجي مثالي هو 6 حيث 6 = 1+2+3)، ولا يعرف أيوجد عدد فردي مثالي أم لا؟ عدد مثل هذا يجب أن يكون أكبر من {\displaystyle 10^{300}}.
الأعداد الأوليةالعدد الأولي الزوجي الوحيد هو 2 وبقية الأعداد الأولية الأخرى فردية.

## تحليل عدد صحيح
تحليل العدد الصحيح هو عملية تفكيكه إلى جداء عوامله الأولية، أي كتابة هذا العدد على شكل جداء أعداد أولية، بحيث يكون حاصل ضربها مساوٍ للعدد الأصلي. مثلا: تحليل العدد 45 هو 32·5.
أمثلة أخرى:
11 = 11 

25 = 5 × 5 = 52 

125 = 5 × 5 × 5 = 53 

360 = 2 × 2 × 2 × 3 × 3 × 5 = 23 × 32 × 5